# Coursier (film)
Pour les articles homonymes, voir Coursier.
Pour plus de détails, voir Fiche technique et Distribution.
Coursier est une comédie française réalisée par Hervé Renoh, sorti en 2010.

## Synopsis
Sam est coursier à Paris. Il doit impérativement assister à un mariage pour sauver son couple avec Nadia, mais il n'a pas d'autre choix que d'accepter une course urgente pour son boss, qui fera de cette journée éprouvante, en raison de nombreuses péripéties, la pire de sa vie.

## Fiche technique
Sauf indication contraire, les informations mentionnées dans cette section peuvent être confirmées par la base de données cinématographiques IMDb,  présente dans la section « Liens externes ».
- Titre original : Coursier
- Réalisation : Hervé Renoh
- Scénario et dialogue : Hervé Renoh, en collaboration avec Romain Levy
- Musique : Charlie Nguyen Kim et Modern Freaks
- Décors : Arnaud Le Roch
- Costumes : Sophie Puig[1]
- Photographie : Vincent Muller
- Son : Antoine Vial, Emmanuel Augeard, Vincent Cosson
- Montage : Jean de Garrigues et Stéphane Garnier
- Production : Pierre-Ange Le Pogam et Hugo Bergson-Vuillaume
- Sociétés de production[2] : EuropaCorp, M6 Films, Black Mask Productions et Roissy Films, avec la participation de Canal+, CinéCinéma et M6, en association avec Sofica Europacorp
- Sociétés de distribution[1] : EuropaCorp Distribution (France) ; Belga Films (Belgique) ; JMH Distributions SA (Suisse romande)
- Budget : n/a
- Pays de production :  France
- Langue originale : français
- Format[3] : couleur - 35 mm - 2,35:1 (Cinémascope) - son Dolby SRD
- Genre : comédie, action, policier
- Durée : 95 minutes
- Dates de sortie[4] :
  - France : 24 février 2010
  - Belgique : 3 mars 2010[5]
  - Suisse romande : 7 avril 2010[6]
- Classification :
  - France : tous publics[7]
  - Belgique : tous publics (Alle Leeftijden)[5]

## Distribution
- Michaël Youn : Samuel Skjqurilngskwicz, dit Sam
- Géraldine Nakache : Nadia
- Jimmy Jean-Louis : Loki
- Didier Flamand : Maurice Skjqurilngskwicz, le père de Sam
- Catalina Denis : Louise
- Frédéric Chau : Rico
- Natalia Dontcheva : Iris
- Gianni Giardinelli : Ice
- Jean-Marie Lamour : le boss de Sam
- Claude Gensac : la Hollandaise
- Claire Maurier : l'experte
- Lord Kossity : Anton
- Fatsah Bouyahmed : Toff
- Jo Prestia : Sharas
- Éric Naggar : Jacques, le réceptionniste de l'hôtel
- Blandine Bury : Anne-Marie
- Damien Ferrette : Gustave
- Erick Deshors : le diplomate
- Patrick d'Assumçao : le barman
- Anna Macina : la Suissesse
- Nabil Massad : Taxi Nadia
- Pauline Delpech : la standardiste

## Musique
- Je veux me marier par Flavia Coelho.
- Là où tu vas par Kenza Farah.